# Зоряний шлях: Дискавері
«Зоряний шлях: Дискавері» (англ. Star Trek: Discovery) — науково-фантастичний телевізійний серіал за всесвітом «Зоряного шляху». Шостий телесеріал у франшизі «Зоряний шлях». Прем'єра відбулася 24 вересня 2017 року. Українською дублюється студією «НеЗупиняйПродакшн». Про продовження проєкту на 4-й сезон стало відомо 16 жовтня 2020 року.
Серіал оповідає про місію зорельота Федерації Планет «Дискавері», покликаного боротися з особливими загрозами. Кожен сезон відрізняється доволі відокремленим сюжетом і часом подій. У першому сезоні події відбуваються в середині XXIII століття, коли на «Дискавері» покладено місію зупинити наступ Клінгонської імперії, та усунути пов'язані загрози. В другому зореліт протистоїть штучному інтелекту Федерації. В третьому «Дискавері» опиняється в далекому майбутньому після розпаду Федерації, та стає надією на її відродження, тема чого розвивається в четвертому сезоні.

## Сюжет
- Список епізодів серіалу Зоряний шлях: Дискавері

### Перший сезон
Імперія клінгонів роз'єднана, тоді як Федерація Планет, куди входять люди, набирає силу. Лідер одного з клінгонських домів Т'Кувма закликає всі 24 доми забути про суперечності, щоб протистояти Федерації та повернути колишню велич своєї космічної держави. Дослідницький корабель «Шеньжоу» виявляє на краю володінь Федерації планет стародавній об'єкт. Офіцер Майкл Бернем вирушає на його дослідження, де стикається з клінгонським воїном. Об'єкт виявляється святинею клінгонів Світочем, а воїн — обраним засвітити його, щоб дати сигнал усім клінгонським домам об'єднатися. Обороняючись, Майкл вбиває воїна, що стає підставою до відкритого протистояння Федерації та Клінгонської імперії. Вона наполягає, що вороги розуміють тільки силу, тоді як капітан Філіпа Джорджіу впевнена, що переговори владнають конфлікт. За спробу захопити командування судном і відкрити вогонь Майкл опиняється на гауптвахті.
Тим часом клінгон Вог, безрідний вигнанець, викликається засвітити Світоч замість загиблого воїна. Він доводить свою мужність і на Світоч злітаються кораблі всіх домів. У бою «Шеньжоу» лишається єдиним вцілілим судном Федерації, зумисне помилуваним ворогами з метою звістити про їхню перемогу. Майкл після невдалої спроби захопити Т'Кувма, вбиває його і йде під трибунал. Її позбавляють звання й засуджують до довічного ув'язнення.
Минає пів року, триває війна і Майкл під час перевезення рятує новий корабель «Дискавері». Його призначення — знайти спосіб якнайшвидшої перемоги. Під командуванням капітана Габріеля Лорка «Дискавері» знаходить напрацювання Зоряного флоту Федерації щодо нового типу міжзоряних рушіїв. Це так званий споровий двигун, який дозволяє рухатися вздовж підпросторової грибниці, що охоплює всю галактику. Команда захоплює космічного тихохода, здатного спрямовувати корабель по грибниці.
Командування наказує «Дискавері» утриматися від польотів, поки споровий рушій не буде встановлено на інші кораблі. Капітан Лорка потрапляє в полон до клінгонів, але тікає з лейтенантом Ешем Тайлером. Інженер Пол Стамец вводить собі ДНК тихохода, завдяки чому набуває здатності керувати польотами корабля й помічати аномалії. Федерація здає позиції через наявність у клінгонів технології маскування. Після загибелі Т'Кувми владу в імперії прагне завоювати Кол. Завдяки Майкл вдається знищити ворожий флагман «Саркофаг» і добути цінну інформацію для протидії маскуванню. Дорогою назад Стамец зізнається, що відчуває щось дивне. «Дискавері» опиняється в невідомому місці серед уламків клінгонських кораблів.
«Дискавері» опиняється в паралельному «дзеркальному» всесвіті, де замість Федерації існує жорстока Імперія Терри, проти загарбань якої клінгони та інші цивілізації борються. Екіпаж добуває з уламків відомості про екіпаж тамтешнього «Дискавері» і видає себе за воїнів імперії. Тайлер тим часом підозрює, що клінгони впровадили в його розум таємну програму. Бернем розшукує повстанців, яких очолює Вок. В Тайлері пробуджується особистість оригінального Вока, що змушує його напасти на двійника, проте тамтешній Сарек мирить сторони. Корабель знаходить імператриця Філіппа Джорджіу, в оригінальному всесвіті наставниця Майкл. Бернем після розмови з нею розуміє, що Габріель Лорка — прибулець із «дзеркального всесвіту», який замінив її справжнього капітана. Лорка використовує спори космічного грибка як зброю для захоплення влади. Це загрожує знищити всю грибницю і всі пов'язані з нею планети. Імператриця об'єднується з екіпажем «Дискавері» і вбиває заколотника. Вона воліє загинути в бою та відпустити «Дискавері», але Майкл в останню мить телепортує її на борт. Корабель використовує вибух терранського флагмана щоб повернутися до рідного всесвіту. Опинившись вдома, «Дискавері» фіксує радіомовчання Федерації.
За час відсутності Федерація майже програла, та і клінгони роз'єднані. Командування розробляє план підірвати столицю клінгонів, для виконання чого наймає Філіппу Джорджіу. Розкривши цей задум, Майкл шукає спосіб припинити війну, не вдаючись до геноциду. Вона придумає доручити керування вибухом захопленій у полон клінгонці Л'Релл. Та переконує всі доми, що війна роздробила клінгонів і ті мусять визнати її верховним канцлером, інакше вона підірве столицю. Еш вирушає з нею, вважаючи себе клінгогом. Війна припиняється, Майкл отримує помилування і невдовзі «Дискавері» вирушає в новий політ.

### Другий сезон
«Дискавері» вирушає до планети Вулкан прийняти на борт нового капітана. Несподівано корабель отримує сигнал лиха з «Ентерпрайза». Його капітан Пайк повідомляє, що він тепер командуватиме «Дискавері» з огляду на надзвичайну подію. Одночасно на території галактики сталося кілька спалахів явно штучної природи і Пайк очолює команду «Дискавері», вважаючи, що це має зв'язок зі щойно закінченою війною. «Дискавері» прилітає до місця останнього спалаху, де знаходить астероїд з розбитим шаттлом. Рятувальна команда знаходить Джет Ріно, інженера загиблого у війну судна, котра підтримує життя поранених членів екіпажу. Ледве уникнувши загибелі, Бернам виявляє дивний камінь з аномальної матерії. Майкл дізнається, що її зведений брат Спок вирушив з'ясувати причини своїх кошмарів, яких не бачив з дитинства і ці кошмари передбачили таємничі спалахи.
Використовуючи споровий двигун, «Дискавері» відлітає в Бета-квадрант галактики до другого сигналу і відкриває планету, де вже 200 років існує людське населення. Тамтешнє суспільство перебуває на рівні XIX століття з дивною релігією. Дослідники дізнаються про « Багряного янгола», які врятував групу землян у 2053 році під час Третьої світової війни. Бернам зізнається Пайку, що вже бачила «янгола» на астероїді. Пайк допомагає місцевому вченому відновити святиню в обмін на запис про минуле, де зафіксовано, що «янгол» реальний.
Тим часом серед клінгонів відбуваються міжусобиці. Прихильник старого ладу Кол'Ша організовує заколот проти Л'Релл і погрожує вбити її таємно народженого сина та Еша. Філіппа Джорджіу рятує становище, вдавши нібито Еш зрадив клінгонів, а Кол'Ша загинув, рятуючи канцлера. Л'Релл здобуває визнання у кланів і проголошує себе Матір'ю клінгонів. Майкл довідується, що Спок утік і «Дискавері» вирушає на його пошуки, але дорогою опиняється в тяжінні живого планетоїда. Істота перед смертю ділиться з кораблем своїм знаннями і лишає вказівку на маршрут шаттла Спока. Залишки спор проростають в Тіллі й повідомляють через неї, що споровий двигун шкодить всій грибниці. Грибниця викрадає Тіллі, щоб та допомогла позбутися «хижака» занесеного в неї, яким виявляється Г'ю Калбер, що вважався загиблим. Командер Сару завдяки підтримці Майкл позбувається вродженого страху, а невдовзі над його рідною планетою виникає новий спалах. Сару еволюціонує та розуміє, що інша цивілізація планети, ба-юл, зумисне пригнічували розвиток його виду, келпіенів, вважаючи тих надто агресивними. Дані з планетоїда дозволяють розвинути келпіенів, з'являється « янгол» і не дає ба-ю знищити їх. Аналіз даних свідчить, що «янгол» є прибульцем з майбутнього. Невдовзі Пайк та Еш зустрічають агресивний зонд з майбутнього, що потай заражає «Дискавері» комп'ютерним вірусом.
Майкл нарешті знаходить Спока на його рідній планеті, де його переховувала мати. На нього полює таємна організація «Секція 31», тому Майкл викрадає брата й відвозить його на планету, населення якої виводить Спока з шокового стану. Спок розповідає про свої зустрічі з «Багряним янголом» і передане йому видіння майбутнього про знищення невідомим ворогом всього розумного життя в галактиці. Вірус із зонда змушує лейтенанта Айріам викрасти всі дані зі сфери щодо штучного інтелекту. Проте лейтенант ціною власного життя пересилює вірус і встигає згадати проект «Дедал».
«Секція 31» розповідає екіпажу «Дискавері» про проект «Дедал» зі створення скафандра для подорожей у часі. Саме його розробляли батьки Майкл і загинули через прагнення керівника «Секції 31» Ліланда заволодіти ключовим компонентом — часовим кристалом, що перебував у клінгонів. Майкл вважає, що вона і є «Багряним янголом», тому дозволяє піддати своє життя небезпеці з метою заманити майбутню себе в пастку й дізнатися що саме загрожує галактиці. Та коли «янгол» прилітає, всередині скафандра виявляється матір Майкл, Габріель. Вона розповідає як врятувалася завдяки костюму з проекту «Дедал», опинившись в майбутньому, де все розумне життя знищене штучним інтелектом «Секції 31» під назвою Центр. Тим часом Центр заражає Ліланда, щоб з його допомогою заволодіти даними зі сфери про розвиток ШІ. Команда «Дискавері» завантажує дані в костюм і Габріель повертається в майбутнє, звідки вже не зможе повернутись, оскільки Ліланд розбиває часовий кристал. Центр вже скопіював частину, проте згодом з'являється новий спалах над планетою клінгонів, де зберігаються часові кристали. Пайк переконує клінгонів дати йому кристал, попри трагічну долю, що відкривається йому.
«Дискавері» переслідують підконтрольні Центру кораблі «Секції 31». Екіпаж евакуюється на «Ентерпрайз» та намагається знищити корабель, але дані зі сфери захоплюють керування і роблять судно невразливим. Тоді Майкл пропонує лишити «Дискавері» цілим, але відправити у майбутнє. Черговий спалах підказує де знайти фахівця, що допомагає створити другий костюм. Він однак менше досконалий і його кристал перегорить при подорожі в майбутнє. Коли він готовий, Центр і флот на чолі з Ліландом атакує «Ентерпрайз». Та на допомогу прилітають судна Федерації, клінгони і келпіени. Костюм проте не працює, тоді Спок розуміє, що Майкл і створила спалахи, вирушивши не в майбутнє, а в минуле, щоб забезпечити перемогу в цій битві. Вона вирушає в п'ять точок у часі-просторі, замикаючи кільце часу. Об'єднаний флот дає бій Центру, а Джорджіу обдурює Ліланда й заманює його у пастку. Загроза однак не подолана остаточно, тому Майкл веде «Дискавері» в майбутнє до своєї матері, для чого створює шостий спалах. Вона обіцяє дати знати про себе, якщо все вдасться.
Після цього всі, хто знали про дані зі сфери, вирішують мовчати про них та всі пов'язані пригоди. «Дискавері» офіційно вважається знищеним разом з усім екіпажем та споровим двигуном. Тайлер очолює реформовану «Секцію 31», а Спок змирюється зі своєю подвійною природою. Через два місяці відремонтований «Ентерпрайз» під командуванням Пайка фіксує сьомий спалах і вирушає в нову експедицію.

### Третій сезон
Див. також «Андромеда» — телесеріал подібної тематики, заснований на ідеях творця «Зоряного шляху» Джина Родденберрі
Прибувши в майбутнє, Майкл стикається з кораблем кур'єра Бука і обоє падають на найближчу планету. Від Бука вона дізнається, що це 3188 рік, Федерація розпалася близько ста років тому через «Опік» — дилітій по всій галактиці раптово став інертним, переставши розділяти матерію та антиматерію в двигунах, що спричинило їхню анігіляцію. Майкл сподівається знайти який-небудь центр зв'язку та вирушає з Буком до місцевого міста. Там виявляється, що Бук викрав чийсь вантаж, тому його переслідують. Коли їм вдається втекти, Бук зізнається, що він справді злодій, але викрав рідкісну тварину, щоб передати її в заповідник. За допомогу у втечі він доставляє Майкл до своїх. Аби віддячити їй, він знайомить Майкл із самопризначеним офіцером Зоряного Флоту, Адітьєю Сахілем. Той мріє про відновлення Федерації та обіцяє допомогти в пошуках «Дискавері».
«Дискавері» прибуває в майбутнє під командуванням Сару, але опиняється на рік пізніше за Майкл. Корабель стикається з грабіжниками та ледве не гине в живому льоду, проте Майкл з Буком встигають знайти «Дискавері» та врятувати зореліт. Екіпаж фіксує сигнал із Землі, надісланий офіцером Зоряного флоту. Майкл віддає пост капітана Сару, а сама приймає обов'язки старпома. Прибувши на Землю, мандрівники виявляють, що планета перейшла в самоізоляцію. Хоча земляни процвітають, вони нехтують скрутним становищем навколишніх колоній і атакують усіх, хто наближається до планети. Майкл з Буком вдається помирити землян з піратами, котрі змушені грабувати через скруту, та дізнатися координати штабу Зоряного флоту завдяки дівчині Адіні Тал, яка приєднується до екіпажу.
Відшукавши штаб, «Дискавері» заступає на службу Зоряному Флоту. Його споровий двигун стає запорукою швидкого реагування на проблеми в Федерації, що скоротилася до близько 30-и планет. Зореліт оснащується новітніми технологіями, стаючи надією на відновлення Федерації. Майкл намагається з'ясувати причини «Опіку» та розкриває із «чорних скриньок» зорельотів, що вибухи двигунів сталися не одночасно, а отже в катаклізму був центр. Бук у пошукав чергової «чорної скриньки» потрапляє в трудове рабство синдикату «Смарагдовий ланцюг» на звалищі кораблів, звідки Майкл та Філіппа визволяють його, знехтувавши даним раніше завданням. Командувач Зоряного Флоту, Чарльз Венс, вважає це неприпустимим, але зважаючи на просування в розслідуванні, передає долю Майкл в руки Сару. Той, лишаючись вірним обов'язку, позбавляє її звання. Очільниця «Смарагдового ланцюга» Осіраа прагне захопити «Дискавері», щоб створити нову галактичну державу. Для цього вона переслідує екіпаж та планує пастку.
Тим часом у Філіппи проявляються ознаки хвороби, спричиненою тим, що вона походить з іншого світу. В пошуках порятунку вона з Майкл потрапляють на планету, де зустрічають істоту Охоронця Вічності, здатну керувати часом. Істота влаштовує Філіппі випробування, пропонуючи пережити її останні місяці в «дзеркальному всесвіті» заново. Вона намагається реорганізувати Терранську імперію за зразком Федерації, але навколишні сприймають це за слабкість. Тамтешня Майкл організовує заколот і Філіппа, захищаючись, убиває її. Охоронець Вічності втім визнає, що Філіппа проявила добрі наміри, тому рятує її, відправивши в минуле до моменту, коли історія «дзеркального» та звичайного всесвітів розділилися.
Дані зі сфери, виявленої в другому сезоні, формують штучний інтелект, який зливається з інтелектом «Дискавері». Завдяки йому «Дискавері» знаходить джерело «Опіку», яким виявляється планета з дилітію. На ній виявляється зореліт келпіенів, і екіпаж висаджується туди аби врятувати останнього вцілілого. Він, Су'Кал, виявляється келпіеном, що з дитинства пристосувався до життя в середовищі дилітію та утворив з ним своєрідну єдність. Його сильні емоції, зумовлені загибеллю матері, і спричинили набуття дилітієм інтертності, що перекинулося на весь дилітій у галактиці. Тіллі лишається за головну на борту «Дискавері». В цей час Осіраа захоплює зореліт і з його допомогою нападає на штаб Федерації. Вона починає переговори з Чарлзом Венсом, пропонуючи об'єднатися зі «Смарагдовим ланцюгом», і намагається дізнатися таємницю створення спорового двигуна. Майкл проникає на «Дискавері» та викидає Пола в космос, огорненого капсулою, щоб Осіраа не могла скористатися двигуном. Осіраа знищує дані сфери, проте вони зберігаються в обслуговуючому роботі. Екіпаж «Дискавері» відбиває свій зореліт, в ході чого Осіраа гине. Сару повертає пост капітана Майкл, а Су'Кала, котрий обіцяє допомогти у відновленні всього, що мимовільно зруйнував, відправляють на планету його предків. Штаб Федерації збирається разом і планує використати дилітієву планету для відновлення сполучення між світами, а доти «Дискавері» з його споровим двигуном буде опорою Федерації.

### Четвертий сезон
«Дискавері» допомагає планетам, які постраждали від «Опіку». Завдяки його місіям знову починає діяти Академія Зоряного Флоту, де готується наступне покоління дослідників і дипломатів. У ході рятувальної місії на космічній станції, «Дискавері» виявляє гравітаційну аномалію. Нещодавно обрана президент Федерації Лайра Ріллак не схвалює прагнення Майкл Бернам рятувати екіпаж станції, піддаючи команду зорельота ризику. В той же час аномалія несподівано загрожує рідній планеті Бука, Квейджану. Бук встигає відлетіти, але Квейджан гине з усім населенням. Бук важко переживає загибель планети, а потім фанатично прагне врятувати інших. Команда «Дискавері» намагається передбачити рух аномалії, та вона виявляється невідомими явищем і змінює траєкторію.
Поведінка аномалії вказує на її штучне походження, тож «Дискавері» евакуює населення на її шляху. До досліджень аномалії приєднується вчений Тарка, подальші дослідження виявляють зв'язок аномалії з галактичним бар'єром. Екіпаж «Дискавері» намагається прослідувати за нею, але опиняється в зоні аномального простору, з якої ледве тікає, зазнавши серйозних пошкоджень. Тарка розробляє зброю, здатну знищити аномалію, хоча вона також зробить велику зону космосу непридатною для міжзоряних польотів. Паралельно штучний інтелект «Дискавері» на ім'я Зора дедалі більше самоусвідомлює себе та обраховує координати творців аномалії, названих Вид 10-C. Більшість Федерації голосує за відмову від зброї, замість чого споряджає дипломатичну місію. Тарка, користуючись почуттями Бука, переконує його знищити аномалію і обоє вирушають на самовільну місію. Між тим Тарка повідомляє, що насправді він родом з іншого всесвіту та шукає дорогу додому.
Щоб знищити аномалію, Тарці потрібен рідкісний хімічний елемент, який він вирішує купити в брокера. Туди ж прибуває Майкл і домовляється зіграти з Буком у азартну гру, щоб викупити запас елементу разом. Але Бук порушує домовленість, виграє та забирає весь товар. президент Лайра наказує «Дискавері» не допустити знищення аномалії, а за потреби вбити Тарку, не зважаючи на засоби. Майкл намагається з'ясувати мотиви Виду 10-C та розуміє, що вони просто видобували ресурси, напевне навіть не здогадуючись про свій руйнівний вплив. Це дозволяє обрахувати час і місце наступної активності аномалії. Зрештою Бук погоджується почекати, але Тарка завершує створення зброї та знищує контролер аномалії. На його розчарування, там не виявляється джерела енергії, потрібного для повернення у рідний всесвіт. Невдовзі Зоряний флот довідується, що аномалія з'явилася знову на тому ж місці.
Нова аномалія загрожує зруйнувати Землю. «Дискавері» вирушає за галактичний бар'єр, де міститься рідний світ Виду 10-C у вигляді штучних кілець. Бук і Тарка непомітно пробираються слідом. Майкл з колегами досліджує планету, де колись жив Вид 10-C, і розуміє, що ті істоти, хоча й не схожі ні на що бачене досі, проте їм притаманні людські почуття. Команді вдається зрозуміти мову Виду 10-C з феромонів і світлових сигналів і почати спілкування. Представник Виду 10-C шкодує про збитки, завдані аномалією, але спілкування перериває Тарка, котрий віроломно намагається знищити житло цих істот. Бук переконує його, що це тільки збільшить страждання невинних, тож Тарка дозволяє своєму кораблеві вибухнути. Бук при цьому теж, як здається, гине. Вид 10-C усвідомлює, що гості високорозвинені істоти, котрі мають окремі особистості, та забирає аномалію. «Дискавері» повертається до Землі, щоб згодом продовжити об'єднання Федерації. Бука відправляють допомагати постраждалим від аномалії, але він обіцяє Майкл, що ще повернеться.

### П'ятий сезон
Минуло декілька місяців. Під час святкування 1000-ліття Федерації з'ясовується, що у віддаленому регіоні з'явився старий ромуланський зореліт дослідника Лайрека. На ньому міститься інформація щодо технології Пращурів, цивілізації, яка створила всі гуманоїдні види в галактиці (вперше згадана в «Зоряний шлях: Наступне покоління»). В цей час Федерація планує закрити програму спорового двигуна, а Сару отримує пропозицію працювати послом. Авантюристи Лак і Молл отримують дані та розшукують п'ять частин загадки, що вкаже координати. «Дискавері» намагається їх випередити.
Вивчаючи підказки Лайрека, команда «Дискавері» дізнається, що дослідження було припинено через війну з Домініоном. Майкл і Сару довідуються, що Лак і Молл хибно витлумачили підказку, тому в «Дискавері» з'являється перевага. Повернувшись до штаб-квартири Федерації, Майкл залучає командера Рейнера до пошуків технології Пращурів.
Щоб зупинити «Дискавері», Лак і Молл заражають зореліт жуком «часоїдом», зброєю, що залишилася від Часових воєн. Декілька членів екіпажу переміщуються в різні епохи та бачать можливе майбутнє, в якому Федерація загинула, бо технології Пращурів опинилися у її ворогів. Майкл, Рейнер і Пол у минулому виправляють втручання та продовжують пошуки підказок. Коли їм вдається наздогнати авантюристів, виявляється, що Лак  — це спадкоємець трону імперії брінів, засуджений до смерті конкурентом Руном. Бажаючи захопити владу завдяки технології Пращурів, Рун на своєму дредноуті вступає у протистояння з «Дискавері». Молл вирушає на переговори та вбиває Руна, але Лак гине. Бріни отримують підказки й продовжують переслідувати «Дискавері», який тимчасово вдає своє знищення. Молл вирішує скористатися знаннями Пращурів для воскресіння Лака, та брінська примарх Тагал веде прагне отримати технологію для створення армії.
Біля чорної діри обидві сторони досягають штучного об'єкта, який забирають бріни. Майкл і Молл входять всередину об'єкта, де постають перед випробуванням. Майкл проходить випробування та зустрічає образ однієї з Пращурів, яка повідомляє, що їхні технології здатні створювати життя, але не можуть воскрешати. Майкл розуміє  — технологія надто потужна, щоб нею володіла одна істота чи держава. Тому вона приймає рішення знищити технологію, а якщо буде потрібно  — жителі галактики повторять її самотужки. Тим часом Рейнер вступає у нерівний бій проти дредноута брінів, щоб виграти час для Майкл. Екіпаж придумує як використати споровий двигун, щоб перенести дредноут подалі, на край галактики.
Майкл поновлює стосунки з Буком, а Сару одружується з ромуланською президенткою Тріною. Доктор Ковіч, який консультував Майкл, засекречує дані про пошуки технології Пращурів і натякає, що він часовий агент Деніелс (персонаж «Зоряний шлях: Ентерпрайз»).
Через багато років Майкл, у шлюбі з Буком, зустрічають свого сина, що вступає на посаду капітана зорельота. Майкл відвідує церемонію списання «Дискавері», відправляючи його на секретну останню місію.

## Основні персонажі
- Майкл Бернем (Сонеква Мартін-Грін)  — жінка-офіцер Зоряного флоту, названа традиційно чоловічим іменем. Її справжні батьки, як вважалося, загинули при нападі клінгонів, Майкл виховали людська жінка Аманда Грейсон і вулканець Сарек, батько Спока. Сарек сподівався довести іншим вулканцям, що люди нічим не поступаються їм. Однак Майкл зверхньо ставилася до брата як до «напівкровки», а пізніше її було визнано непридатною для служби в Експедиційній групі вулканців. Вона пішла до Зоряного флоту, де вимоги були менш жорсткі, та почала службу на кораблі «Шенжоу». Вирушивши на дослідження клінгонської реліквії, саме вона спровокувала війну між Клінгонською імперією та Федерацією Планет. За бунт проти капітана була позбавлена звання та засуджена до довічного ув'язнення, проте за свої видатні якості її було направлено на корабель «Дискавері» в наукове відділення. Після війни Бернам отримала помилування і продовжила службу. Її мати, як виявилося, вижила завдяки костюму для подорожей у часі та попередила про загрозу Центр — штучного інтелекту таємної організації «Секція 31». Аби не дати Центру переваги, Майкл була змушена скористатися часовим костюмом і забрати всю потрібну Центру інформацію подалі зі свого часу. «Дискавері» вирушив за нею крізь створену костюмом кротовину. В майбутньому очолює оновлений «Дискавері» задля відбудови Федерації.
- Клівленд «Бук» Букер (Девід Аджала)  — уродженець планети Квейджан у XXXII столітті, єгер, який виявив прибуття Майкл до свого часу. Згодом вони закохуються одне в одного, але загибель Квейджана навіює Буку нав'язливу думки про помсту тим, хто за цим стоїть.
- Габріель Лорка (Джейсон Айзекс)  — капітан корабля «Дискавері», єдиний вцілілий з корабля «Буран», за що його недолюблюють у флоті. За офіційною версією зазнав пошкоджень очей, тому воліє перебувати в напівтемряві. Насправді справжнього капітана замінив його двійник-утікач з паралельного всесвіту, де люди чутливіші до світла. Загинув, організовуючи бунт проти імператора Терранської імперії.
- Сару (Даг Джонс)  — командер, келпіен, біженець з рідної планети Камінар, де на келпіенів періодично полюють технологічно розвиненіші ба-юл. Служив на «Шенжоу» і «Дискавері». Розсудливий та має характерне для його виду інтуїтивне відчуття небезпеки. Тимчасово став капітаном «Дискавері» після загибелі Лорки, а в третьому сезоні зайняв цю посаду на постійно. Переживши стан вахарі, що, як вважалося, закінчується смертю, позбувся вродженого страху і став рішучішим.
- Крістофер Пайк (Енсон Маунт)  — наступний після Сару капітан корабля «Дискавері», переведений з «Ентерпрайза».
- Спок (Ітан Пек)  — названий брат Майкл, напів-вулканець, напів-людина, завдяки чому має невластиві вулканцям емоції, хоча й не завжди розуміє їх значення. В дитинстві мав видіння «янгола», котрого знову зустрів дорослим і вирушив на його пошуки. Від цієї істоти Спок отримав видіння майбутнього, що завдало йому психічної травми та змусило вирушити на пошуки способу завадити показаним подіям.
- Еш Тайлер (Шазад Латіф)  — лейтенант, врятований з полону клінгонів, служить на борту «Дискавері». Страждає на посттравматичний синдром. Насправді в його тіло перенесено свідомість клінгона Вока, щоб у потрібний момент виконати клінгонське завдання. Поступово Еш усвідомлює себе як Вок, але не знаходить визнання серед клінгонів і повертається до служби на «Дискавері».
- Пол Стамец (Ентоні Репп)  — головний інженер і лейтенант «Дискавері», астроміколог (знавець космічних грибів), один з винахідників спорового міжзоряного рушія. Здатний відчувати міжзоряні шляхи та аномалії завдяки генній терапії. В другому сезоні переводиться з «Дискавері» зайнятися викладанням наук.
- Сильвія Тіллі (Мері Вайсмен)  — молода жінка з інженерного відділу «Дискавері». Алергік, дещо незграбна в стосунках з людьми, подруга Майкл. На початку кадет, з часом отримує підвищення і готується стати капітаном.
- Філіппа Джорджіу (Мішель Єо)  — наставниця Майкл, що загинула, захищаючи свій корабель «Шеньжоу». Її двійниця з «дзеркального всесвіту»  — імператриця Терранської імперії, що була врятована оригінальною Майкл (у «дзеркальному всесвіті» Філіппа вбила тамтешню Майкл). Ця Філіппа підступна й розсудлива, вона вступає на службу у «Секцію 31», успішно видаючи себе за першу Філіппу. Хоча вона перебуває в напружених стосунках з Майкл, їй не чужа турбота про неї.
- Г'ю Калбер (Вілсон Круз)  — медичний офіцер на борту «Дискавері» та чоловік Стамеца. Круз сказав, що зображення першої відкритої гомосексуальної пари в «Зоряному шляху» «довго чекало», і похвалив тонкий спосіб, яким серіал досліджував їхні стосунки. Персонаж гине в першому сезоні, але повертається з мертвих у другому і згодом проходить через посттравматичний розвиток. У третьому сезоні він стає психологом для екіпажу.

## Сезони
| Сезон | Епізоди | Епізоди | Оригінальний випуск | Оригінальний випуск | Оригінальний випуск |
| Сезон | Епізоди | Епізоди | Перший випуск       | Останній випуск     | Мережа              |
| ----- | ------- | ------- | ------------------- | ------------------- | ------------------- |
| 1     | 15      | 15      | 24 вересня 2017     | 11 лютого 2018      | CBS All Access      |
| 2     | 14      | 14      | 17 січня 2019       | 18 квітня 2019      | CBS All Access      |
| 3     | 13      | 13      | 15 жовтня 2020      | 7 січня 2021        | CBS All Access      |
| 4     | 13      | 13      | 18 листопада 2021   | 17 березня 2022     | Paramount+          |
| 5     | 10      | 10      | 4 квітня 2024       | 30 травня 2022      | Paramount+          |

## Супутня продукція
- «Зоряний шлях: лазівки» (англ. Star Trek: Short Treks) — спіноф, події якого відбуваються між першим і другим сезонами. Складається з низки епізодів тривалістю 10-20 хвилин[5].
- «Після шляху» (англ. After Trek) — афтер-шоу, де актори «Дискавері» обговорюють епізоди серіалу. Транслюється на Facebook Live і YouTube[6].

## Оцінки й відгуки
На сайті Rotten Tomatoes «Дискавері» зібрав 84 % схвальних рецензій від критиків та 34% від пересічних глядачів. На агрегаторі Metacritic серіал має середню оцінку 73 зі 100 від критиків і 4,2/10 від пересічних глядачів.
Ліз Шеннон Міллер з Indie Wire відзначила, що найбільше нововведення серіалу — це зміщення уваги з капітана на членів екіпажу. Події серіалу ближчі до нашого часу, передуючи утопічному світові оригінального «Зоряного шляху», та зображаючи якими труднощами його було досягнуто. Кожен епізод «Дискавері» подає нові ідеї та конфлікти, але глядачі вже наперед знають, що всі пригоди зрештою приведуть до тріумфу оптимізму та єдності.
Ендрю Ліптак з The Verge підкреслив, що серіал набагато похмуріший за інші серіали «Зоряного шляху». «Дискавері» пішов тим же шляхом, що перезапуск «Зоряного крейсера „Галактика“» та «Зоряна брама: Всесвіт». В той же час він не робить це так різко, тенденція до зростання серйозності почалася ще з «Наступного покоління», де піднімаються складні теми, а персонажі з часом розвиваються.
Згідно зауваження Томмі Кука з Collider, «Іронічно (або трагічно), що ідеали дипломатії та миротворчої розмови в підсумку спричиняють ту саму війну, яку вони покликані запобігти, уникаючи відомої ідеології: „Ви не можете домовлятися з терористами“». «„Зоряний шлях: Дискавері“ може здатися філософським відступом від оптимізму початкового творіння Джина Роденберрі, але серіал все ще зберігає дух оригінального серіалу; його продумані питання та моральні дилеми в рамках пригодницького серіалу. Відповідь, можливо, змінилася, але питання залишається таким же, як і в 1966 році: як нам зробити завтра кращим, ніж сьогодні?»
Серіал зазнав і чимало критики. Значна частка глядачів була розчарована введенням таких елементів, які не згадувалися (хоча повинні бути відомі) в творах про пізнішу історію «Зоряного шляху», як споровий двигун, сестра Спока. Також не згадується брат Спока, сам Спок в серіалі носить нехарактерну його образу бороду, відрізняється форма Зоряного Флоту. Це перший серіал за «Зоряним шляхом», де зображено геїв — Пола Стамеця та Г'ю Калбера, що не було до вподоби багатьом глядачам. В серіалі було суттєво змінено дизайн клінгонів.
Крейґ Елві зі Screen Rant відгукнувся, що третій сезон «Дискавері» виглядає як фінал «Зоряного шляху» загалом. Після 13-го епізоду вся медіафраншиза вперше може розвиватися з чистого аркуша. Елві порівняв «Дискавері» з фільмом «Месники: Завершення», який вирішив головні конфлікти «Месників», але відкрив простір для подальших фільмів.
На думку Крістіана Блаувельта з IndieWire, лише четвертий сезон сповна розкриває потенціал серіалу та робить дійсно визначний внесок до міфології «Зоряного шляху». Зазначалося, що тут персонажі відходять від стереотипів науково-фантастичних творів, а серіал оформлює власний візуальний стиль.
Останній епізод «Нижніх палуб» показав, що події «Дискавері» відбуваються в іншому, паралельному, всесвіті. Це дало підстави противникам «Дискавері» стверджувати, що сага про Майкл Бернем вилучена з канону «Зоряного шляху».